# Hospital Rotunda
El Hospital Rotunda (en irlandés: Ospidéal an Rotunda ; en inglés: Rotunda Hospital) es uno de los tres principales hospitales de maternidad en la ciudad de Dublín, en Irlanda los otros son el Coombe y el Hospital Nacional de Maternidad. El hospital se encuentra junto a la parte superior de la calle O'Connell, en la plaza Parnell, en el lado norte de la ciudad.
El hospital, conocido originalmente como "The Dublin Lying-In Hospital", fue fundado en 1745 por Bartolomé Mosse (1712-1759), cirujano y comadrón que estaba horrorizado por las condiciones que las madres embarazadas tenían que soportar en ese momento. Inicialmente ubicado en el carril de George en el sitio de un teatro cerrado recientemente, el hospital más tarde se trasladó a su actual ubicación en 1757, siendo conocido actualmente como "La Rotonda".